# Комитет призрения заслуженных гражданских чиновников
Комитет призрения заслуженных гражданских чиновников — благотворительное учреждение Российской империи.
Образован 21 февраля (5 марта) 1823 года, по образцу Александровского комитета о раненых, причём в основание капитала Комитета отделен был из инвалидного капитала один миллион рублей и в его же пользу обращены сборы с гражданских чиновников, которые раньше поступали в инвалидный капитал. В высочайшем Указе говорилось: «… Его Императорское Величество, будучи не менее признателен к заслугам гражданских чиновников, соизволил найти справедливым, чтобы тем из них, кои служа с усердием и лишаясь сил от трудов, понесенных в прохождении их должностей, не имеют средств к приличному себя содержанию, открыт был новый путь к разным вспомоществованиям…» В состав этого Комитета входили исключительно статс-секретари Его Величества. 
Всеподданнейшие доклады Комитета о пенсиях чиновникам, как и доклады Комитета о раненых, шли через графа Алексея Андреевича Аракчеева. В силу указа 25 ноября 1824 года, подтвержденного в 1827 и 1842 гг., обращению в капитал Комитета подлежали все частные суммы, накопившееся в присутственных местах по частным взысканиям и в течение 10 лет не вытребованные их собственниками, а с 1830 года — излишне взысканные в почтовый доход деньги при приеме денежной и посылочной корреспонденции, если они в течение года останутся невостребованными. 
В 1859 году Комитет призрения заслуженных гражданских чиновников из Военного министерства Российской империи был передан в Собственную Его Императорского Величества канцелярию. Канцелярия Комитета состояла в заведовании директора. 
Согласно действовавшим постановлениям, в основании которых лежали правила от 24 декабря 1830 года, призрением (опекой) Комитета могут пользоваться отставные чиновники всех ведомств, которые «впали во время службы в тяжкие и неизлечимые болезни и не имеют средств к приличной жизни». 
Пенсии Комитет назначал независимо от выслуги лет, но сообразно классам должностей, которые чиновники занимали, причем размеры полных пенсий колебались от 85 до 857 рублей в год. Если жалованье, которое получал чиновник по должности, превышало установленные оклады пенсий, то ему выплачивался полный размер жалованья. Если чиновник получал пенсию на общем основании, но в размере, по степени увечья или большому семейству, недостаточном, то Комитет делал ему надбавку в таком количестве, сколько нужно для составления полной пенсии, которая бы ему от Комитета могла быть назначена. Относительно чинов второго и третьего классов, имеющих право на помощь Комитета, последний, не делая от себя никаких назначений, повергал прошения их на Высочайшее воззрение. 
По смерти чиновников, состоявших под покровительством Комитета, призрение его распространяется на их вдов, детей и родителей. Призрению комитета подлежали вдовы и сироты, которые, не имея права по службе мужей и отцов их на пенсию, лишены способов к пропитанию. Кроме производства пенсий, помощь Комитета состояла: в единовременных пособиях, в помещении сирот в учебные заведения, в ходатайстве о назначении пенсий из сумм государственного казначейства. В известных случаях Комитет представлял, через командующего Императорской Главной квартирой, о Всемилостивейшем пособии вдовам чиновников и сиротам их женского пола, не подлежащим покровительству Комитета. 
С 1883 года в ведении Комитета состоял приют в Санкт-Петербурге (Ярославская улица, дом 4; там же находилась и канцелярия Комитета) для помещения и содержания в нём, взамен выдачи пенсий из сумм Комитета, вдов чиновников, а также тех совершеннолетних круглых сирот женского пола, которые, по болезненному состоянию, не могли обеспечить себе пропитания (см. Вдовий дом). В приют этот помещались только те вдовы и круглые сироты, которые получали из сумм Комитета не менее 100 рублей в год; получающие менее этой суммы должны были доплатить недостающее из собственных средств. 
Заключения Комитета об оказании вспомоществования вступали в силу не иначе, как по Высочайшему их утверждению. Призрением Комитета не могли пользоваться чиновники, неоправданные по суду или прощенные по всемилостивейшим манифестам, а также «изобличенные в дурном поведении». 
К 1 января 1894 года капитал Комитета достигал 7.008.466 рублей. В 1893 году в доход Комитета поступило 520.594 рублей, в том числе процентов с капитала Комитета 291.254 рублей и 2667 рублей доплаты призреваемых в приюте Комитета, внесенной ими из собственных средств; израсходовано 320.567 рублей, в том числе 272.561 рублей на пенсии и 21.177 рублей на содержание приюта.
С 1854 года старшим членом Комитета состоял А. С. Танеев. С 1884 года эту должность, а также должность попечителя приюта занимал его сын — С. А. Танеев. С 1896 года обе должности занимал сын последнего А. С. Танеев. Директором канцелярии Комитета в 1900-е годы был Н. Ф. Чернягин.
Комитет призрения заслуженных гражданских чиновников был упразднён Временным правительством 7 апреля 1917 года вместе с 1-м отделением в ведении которого он находился.